# Континуальное распределение Гаусса
Континуальное распределение Гаусса было введено в квантовой теории поля как расширение понятия распределения Гаусса для конечномерных векторов на континуальные пространства скалярных и векторных полей. Континуальное распределение активно используется в аппарате функциональных интегралов.

## Определение
Рассмотрим поле {\displaystyle \varphi _{i,j,k,\dots }(x_{1},x_{2},\dots )} из некоторого пространства {\displaystyle E}, определяемого условиями задачи (как правило, задача определяет условия вроде гладкости и убывания на бесконечности). В общем случае {\displaystyle \varphi _{i,j,k,\dots }(x_{1},x_{2},\dots )} имеет произвольное количество значков и аргументов. Обозначив множество значков поля как {\displaystyle I=(i,j,k,\dots )}, а набор аргументов как {\displaystyle X=(x_{1},x_{2},\dots )}, нормальной (Гауссовой) плотностью распределения назовём функционал
{\displaystyle \rho \left[\varphi \right]=C\exp \left\{-{\frac {1}{2}}\iint \limits _{\Omega ^{2}}\!\mathrm {d} X_{1}\,\mathrm {d} X_{2}\,\varphi _{I_{1}}(X_{1})\cdot K_{I_{1},I_{2}}(X_{1},X_{2})\cdot \varphi _{I_{2}}(X_{2})\right\}},
где {\displaystyle \Omega } — область определения аргументов поля {\displaystyle X}, по наборам значков {\displaystyle I_{1}} и {\displaystyle I_{2}} подразумевается суммирование, {\displaystyle K_{I_{1},I_{2}}(X_{1},X_{2})} — ядро некоторого дифференциально-интегрального оператора {\displaystyle K:E\longrightarrow E}, а {\displaystyle C} — нормировочная константа.
Это определение, как правило, записывают более коротко, опуская значки, аргументы и интегрирования:
{\displaystyle \rho \left[\varphi \right]=C\exp \left\{-{\frac {1}{2}}\left(\varphi ,K\varphi \right)\right\}=C\exp \left\{-{\frac {\varphi K\varphi }{2}}\right\}}.

## Средние значения
Пусть мы хотим вычислить среднее значение некоторой величины (функции состояния) {\displaystyle F[\varphi ]}. Введём операцию усреднения {\displaystyle \langle \dots \rangle }
{\displaystyle \langle F\rangle =\int \limits _{E}\!{\mathcal {D}}\varphi \,\rho \left[\varphi \right]F[\varphi ]}
В правой части выражения написан функциональный (континуальный) интеграл (подробнее см. Функциональный интеграл).

## Вычисление континуальных Гауссовых интегралов
Для континуальных Гауссовых интегралов работает обобщение формулы для n-мерных Гауссовых интегралов на континуальный случай:
{\displaystyle \int \!{\mathcal {D}}\varphi \,\exp \left\{-{\frac {1}{2}}\left(\varphi ,K\varphi \right)+\left(A,\varphi \right)\right\}=\det \left[{\frac {K}{2\pi }}\right]^{-1/2}\exp \left\{{\frac {(A,K^{-1}A)}{2}}\right\}}.

## Условие и константа нормировки
Вводя условие нормировки
{\displaystyle \int \!{\mathcal {D}}\varphi \,\rho \left[\varphi \right]=1}
и используя формулу из предыдущего пункта, получим
{\displaystyle C=\det \left[{\frac {K}{2\pi }}\right]^{1/2}}.